# カンヌ国際映画祭 脚本賞
カンヌ国際映画祭 脚本賞（Prix du scénario）は、カンヌ国際映画祭の部門の1つ。1994年からは毎年授与されているが、それ以前は不定期であった。
日本人では、濱口竜介と大江崇允（『ドライブ・マイ・カー』※村上春樹原作）、坂元裕二（『怪物』）が受賞している。

## 受賞者リスト
| 開催年     | 題名 原題                                                                          | 脚本家                                                                                   | 製作国                                          |
| ---------- | ---------------------------------------------------------------------------------- | ---------------------------------------------------------------------------------------- | ----------------------------------------------- |
| 1949年     | Lost Boundaries                                                                    | ユージン・リング バージニア・シャラー                                                    | アメリカ合衆国                                  |
| 1951年     | The Browning Version                                                               | テレンス・ラティガン                                                                     | イギリス                                        |
| 1952年     | Guardie e Ladri                                                                    | ピエロ・フェリーニ                                                                       | イタリア                                        |
| 1953-57年  | -                                                                                  |                                                                                          |                                                 |
| 1958年     | 若い夫たち Giovani Mariti                                                          | ピエル・パオロ・パゾリーニ パスクァーレ・フェスタ・カンパニーレ マッシモ・フランチオーザ | イタリア                                        |
| 1959-62年  | -                                                                                  |                                                                                          |                                                 |
| 1963年     | Codine                                                                             | アンリ・コルピ ドウミトル・アラバト パナイト・イストラティ Yves Jamiaque                 | フランス ルーマニア                             |
| 1964年     | -                                                                                  |                                                                                          |                                                 |
| 1965年     | 丘 The Hill                                                                        | レイ・リグビー                                                                           | アメリカ合衆国                                  |
| 1965年     | 317小隊 La 317e Section                                                            | ピエール・シェンデルフェール                                                             | フランス                                        |
| 1966年     | -                                                                                  |                                                                                          |                                                 |
| 1967年     | 悪い奴ほど手が白い A ciascuno il suo                                               | エリオ・ペトリ ウーゴ・ピロ                                                              | イタリア                                        |
| 1967年     | 殺人ゲーム Jeu de massacre                                                         | アラン・ジェシュア                                                                       | フランス                                        |
| 1968年     | 五月革命で中止                                                                     |                                                                                          |                                                 |
| 1969-73年  | -                                                                                  |                                                                                          |                                                 |
| 1974年     | 続・激突!/カージャック The Sugarland Express                                       | スティーヴン・スピルバーグ ハル・バーウッド マシュー・ロビンス                           | アメリカ合衆国                                  |
| 1975-79年  | -                                                                                  |                                                                                          |                                                 |
| 1980年     | La Terrazza                                                                        | エットーレ・スコラ フリオ・スカルペッリ アジェノーレ・インクロッチ                       | イタリア                                        |
| 1981年     | メフィスト Mephisto                                                                | イシュトヴァン・サボー                                                                   | ハンガリー                                      |
| 1982年     | ムーン・ライティング Moonlighting                                                  | イエジー・スコリモフスキ                                                                 | イギリス 西ドイツ                               |
| 1983年     | -                                                                                  |                                                                                          |                                                 |
| 1984年     | シテール島への船出 Ταξίδι στα Κύθηρα                                               | テオ・アンゲロプロス タナシス・ヴァルニティノス トニーノ・グエッラ                       | ギリシャ イタリア イギリス 西ドイツ             |
| 1985-93 年 | -                                                                                  |                                                                                          |                                                 |
| 1994年     | 他人のそら似 Grosse fatigue                                                        | ミシェル・ブラン                                                                         | フランス                                        |
| 1995年     | 受賞なし                                                                           |                                                                                          |                                                 |
| 1996年     | つつましき詐欺師 Un héros très discret                                             | ジャック・オーディアール アラン・ル・アンリ                                              | フランス                                        |
| 1997年     | アイス・ストーム The Ice Storm                                                     | ジェームズ・シェイマス                                                                   | アメリカ合衆国                                  |
| 1998年     | ヘンリー・フール Henry Fool                                                        | ハル・ハートリー                                                                         | アメリカ合衆国                                  |
| 1999年     | モレク神 Молох                                                                     | ユーリー・アラボフ                                                                       | ロシア ドイツ 日本 他                           |
| 2000年     | ベティ・サイズモア Nurse Betty                                                     | ジョン・リチャーズ ジェームズ・フラムバーグ                                              | アメリカ合衆国                                  |
| 2001年     | ノー・マンズ・ランド Ničija zemlja                                                 | ダニス・タノヴィッチ                                                                     | ボスニア・ヘルツェゴビナ スロベニア イタリア 他 |
| 2002年     | SWEET SIXTEEN Sweet Sixteen                                                        | ポール・ラヴァティ                                                                       | イギリス                                        |
| 2003年     | みなさん、さようなら Les invasions barbares                                        | ドゥニ・アルカン                                                                         | カナダ フランス                                 |
| 2004年     | みんな誰かの愛しい人 Comme une image                                               | アニエス・ジャウィ ジャン＝ピエール・バクリ                                              | フランス                                        |
| 2005年     | メルキアデス・エストラーダの3度の埋葬 The Three Burials of Melquiades Estrada      | ギレルモ・アリアガ                                                                       | アメリカ合衆国 フランス                         |
| 2006年     | ボルベール〈帰郷〉 Volver                                                          | ペドロ・アルモドバル                                                                     | スペイン                                        |
| 2007年     | そして、私たちは愛に帰る Auf der anderen Seite                                     | ファティ・アキン                                                                         | トルコ ドイツ                                   |
| 2008年     | ロルナの祈り Le silence de Lorna                                                   | ジャン＝ピエール&リュック・ダルデンヌ                                                    | ベルギー                                        |
| 2009年     | スプリング・フィーバー 春风沉醉的夜晚                                              | メイ・ファン                                                                             | 台湾                                            |
| 2010年     | ポエトリー アグネスの詩 시                                                         | イ・チャンドン                                                                           | 韓国                                            |
| 2011年     | フットノート הערת שוליים                                                           | ヨセフ・シダー                                                                           | イスラエル                                      |
| 2012年     | 汚れなき祈り După dealuri                                                          | クリスティアン・ムンジウ                                                                 | ルーマニア フランス ベルギー                    |
| 2013年     | 罪の手ざわり 天注定                                                                | ジャ・ジャンクー                                                                         | 中国                                            |
| 2014年     | 裁かれるは善人のみ Левиафан                                                        | アンドレイ・ズビャギンツェフ オレグ・ネーギン                                            | ロシア                                          |
| 2015年     | 或る終焉 Chronic                                                                   | ミチェル・フランコ                                                                       | アメリカ合衆国                                  |
| 2016年     | セールスマン فروشنده                                                               | アスガル・ファルハーディー                                                               | イラン フランス                                 |
| 2017年     | 聖なる鹿殺し キリング・オブ・ア・セイクリッド・ディア The Killing of a Sacred Deer | ヨルゴス・ランティモス エフティミス・フィリップ                                          | アイルランド イギリス アメリカ合衆国            |
| 2017年     | ビューティフル・デイ You Were Never Really Here                                    | リン・ラムジー                                                                           | イギリス アメリカ合衆国 フランス                |
| 2018年     | 幸福なラザロ Lazzarro Felice                                                       | アリーチェ・ロルヴァケル                                                                 | イタリア                                        |
| 2018年     | ある女優の不在 Three Faces                                                         | ジャファール・パナヒ                                                                     | イラン                                          |
| 2019年     | 燃ゆる女の肖像 Portlait de la Jeune Fille en Feu                                   | セリーヌ・シアマ                                                                         | フランス                                        |
| 2021年     | ドライブ・マイ・カー                                                               | 濱口竜介 大江崇允                                                                        | 日本                                            |
| 2022年     | Walad Min Al Janna                                                                 | タリク・サレ                                                                             | スウェーデン フランス フィンランド デンマーク   |
| 2023年     | 怪物                                                                               | 坂元裕二                                                                                 | 日本                                            |
| 2024年     | サブスタンス The Substance                                                         | コラリー・ファルジャ                                                                     | フランス イギリス アメリカ合衆国                |

## 関連事項
- ベルリン国際映画祭 脚本賞
- ヴェネツィア国際映画祭 脚本賞
- アカデミー脚本賞
- アカデミー脚色賞